# クツワ

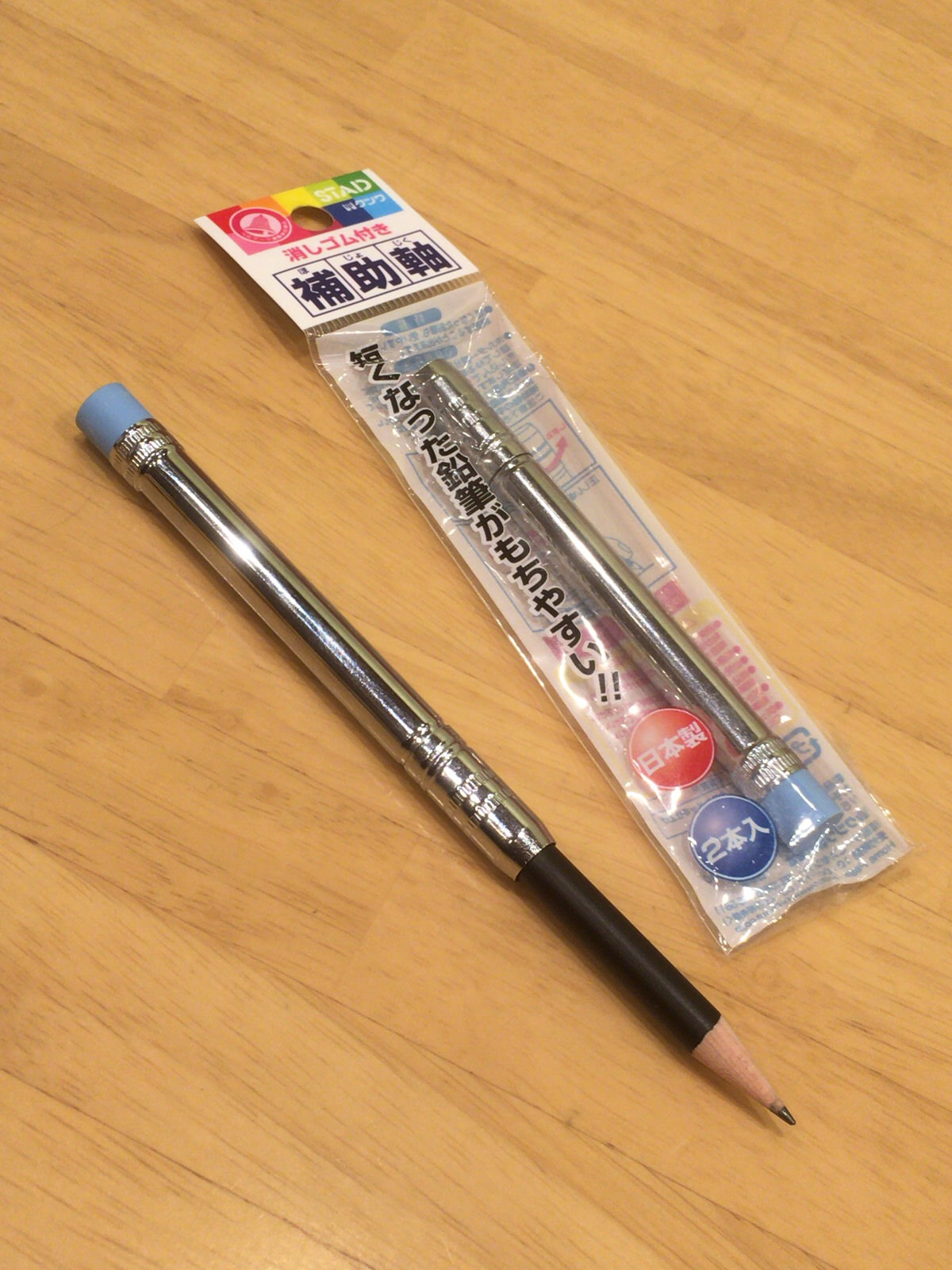
補助軸

クツワ株式会社（Kutsuwa Co., Ltd.）は大阪府東大阪市長田中に本社を置く総合文具メーカーである。1910年創業。
コーポレート・メッセージは「役立ちと彩りを開発する」

## 概要
主に学童向けの文房具を中心に、定規、コンパス、鉛筆キャップ、鉛筆補助軸、はさみ、マグネット筆入や下敷きの他、防犯ブザー、防災頭巾なども製造する。その他、生活文具、ライセンス契約によるキャラクター商品も扱っている。かつては顕微鏡、天体望遠鏡などの光学機器も製造していたことがあると共に、1970年代に発売された両面マグネット使用の開閉式筆箱「スイッチヒッター」はテレビでCMが放映されていたことで知られる。
同社の登記上本店は大阪市内に所在するが、実質的な本社業務は営業本社が所在する東大阪市で執られている。ただし子会社で、10代の女性からOLまでの世代を対象にステーショナリーの企画から販売までをおこなうビーエスエスは、東京都墨田区（同社の東京支社も同地に所在する）に本社を置いている。
同社の社名であるクツワは、馬具の轡（手綱を付けるための道具）に由来するもの。これは創業者の西村福松が午年であったことに大きく関係している。また中国での社名は「可慈王」であり、思いやりのある王様という意味がある。

## 主な商品
- 学童向け文具（定規、コンパス、鉛筆キャップ、鉛筆グリップ、はさみ、マグネット筆入など）
- 一般向け生活文具（ドクターイオンシリーズ・DUPLEXシリーズ・HiLiNEシリーズなど）
- ライセンス商品（ミッフィー・モンスターハンター・スヌーピー・プーマなど）…2014年3月現在